# Theope speciosa
Espèce
Theope speciosa est une espèce d'insectes lépidoptères de la famille  des Riodinidae et au genre Theope.

## Taxonomie
Theope speciosa a été décrit par Frederick DuCane Godman & Osbert Salvin en 1897.
Synonyme : Theope fasciata Lathy, 1904.

### Noms vernaculaires
Theope speciosa se nomme Glazed Theope en anglais.

## Description
Theope speciosa est un papillon à l'apex des ailes antérieures pointu. Le dessus des ailes antérieures est marron avec un  poudré bleu basal et une bande bleu le long du bord interne, alors que les ailes postérieures sont bleu clair métallisé bordées de marron sur le bord costal.
Le revers est de couleur blanc moiré de beige doré avec aux ailes postérieures quelques petits points noirs marginaux à partir de l'angle anal.

## Écologie et distribution
Theope speciosa est présent à Panama, au Costa Rica, en Équateur et en Colombie,.

### Protection
Pas de statut de protection particulier.